# Muralla de Daroca
La muralla de Daroca se encuentra localizada en el municipio zaragozano de Daroca, España.

## Historia
El origen del primitivo recinto fortificado musulmán de Daroca se remonta a la época califal, en el siglo IX, llegando a su culminación con la construcción del castillo Mayor en el siglo XI.
A partir de la reconquista y con el posterior Fuero de 1142, otorgado por Ramón Berenguer IV, la población de Daroca crece y rápidamente el antiguo recinto musulmán se queda pequeño y obliga a ampliar el recinto; ampliación que se realiza a lo largo de los siglos XIV y XV, ya que también es obligado hacerlo con motivo de las incursiones de los castellanos durante la guerra de los Dos Pedros.
La ampliación se tradujo en una apresurada unión del cerro de San Cristóbal, donde se asentaban las viviendas, con el de San Jorge. La ampliación implicó tener que abrir nuevos accesos y se procedió a la apertura de la puerta Alta y el Portal de Valencia y a la ampliación de la puerta Baja.
Posteriormente, ya en el siglo XVI se reformó la puerta Baja y se abrió la Puerta del Arrabal (XVI) y en el XVIII se reformó la puerta Alta.
El siglo XIX fue nefasto para el recinto, ya que, primero la guerra de la Independencia Española y después, la primera Guerra Carlista, dejaron cicatrices, que, en el abandono del posterior siglo XX, no han podido ser curadas.

## Descripción
Las murallas de la ciudad de Daroca, fueron en su día una importantísima obra de ingeniería que discurrían, tanto por la ciudad, como por los montes y campos circundantes. Constaban de una longitud de cuatro kilómetros, a lo largo de los cuales se disponían 116 torreones, 14 de ellos de gran tamaño, siendo de esa manera unas de las más grandes de toda España, detrás de las de Ávila y Lugo.
En la mayor parte del trazado han sido construidas en tapial, estando en algunos tramos reforzadas con ladrillo, lo que ha provocado, junto con el paso del tiempo y las guerras del siglo XIX su estado actual de deterioro.
Unían el Castillo Mayor con el Castillo de San Jorge o de la Judería y con el Castillo de San Cristóbal o del Andador, que eran los puntos más fuertes de la defensa de la ciudad.
Para acceder al recinto de la ciudad existían varias puertas; en las dos entradas principales a la ciudad se situaban la puerta Baja, remodelada en el siglo XVI, con dos torreones cuadrangulares, y la puerta Alta, transformada en el siglo XVII. Además de estas, la puerta de Valencia, la puerta de San Martín de la Parra de tradición mudéjar.
Hitos importantes también son; el Muro de los Tres Guitarros, la Torre del Águila, la Torre del Jaque, la Torre de la Sisa, la Torre de los Huevos, la Torre de las Cinco Esquinas, la Torre de la Espuela, la Torre de la Carretería, el Muro Redondo o la Torre de San Jorge.